# Melinoides angasmarcata
Melinoides angasmarcata är en fjärilsart som beskrevs av Paul Dognin 1917. Melinoides angasmarcata ingår i släktet Melinoides och familjen mätare. Inga underarter finns listade i Catalogue of Life.